# Dunvegan
Dunvegan (Schots-Gaelisch: Dùn Bheagain) is een dorp in de Schotse lieutenancy Ross and Cromarty in het raadsgebied Highland op het eiland Skye.
In Dunvegan bevindt zich Dunvegan Castle, een veertiende-eeuws kasteel. 

## Wraakactie van de MacDonalds
Ook de ruïne van Trumpan Church is er nog te zien en het kerkhof waar Rachel Chiesley, Lady Grange begraven ligt. Trumpan is een gehucht van Dunvegan.
Trumpan Church was het centraal punt in een brutaal incident in 1578. De Clan MacDonald uit Uist kwamen in acht boten en onder dekking van dikke mist in de baai vlak bij de kerk aan land en verbrandden alle kerkgangers levend met uitzondering van een vrouw, die alhoewel dodelijk gewond, alarm wist te slaan. De Clan MacLeod reageerde onmiddellijk en doodde een aantal van de indringers. Slechts een paar wisten hun boot, die door laagtij vast zat op het strand, in zee te krijgen en te ontsnappen. Deze schermutseling kreeg de naam Battle of the Spoiling Dyke omdat de gedode MacDonalds aan de voet van een dijk werden begraven. 
In de 16e eeuw bestond er grote rivaliteit tussen de beide clans. De confrontatie in 1578 was het gevolg van een actie van de MacLeods in 1577 die vanuit Skye het eiland Eigg aanvielen.  De MacDonalds die er hun thuishaven hadden vluchtten en verborgen zich in een grot aan de zuidzijde van het eiland. De aanvallers ontstaken een vuur aan de ingang van de grot. 395 MacDonalds kwamen om door verstikking. Deze grot, bekend als Massacre Cave, kan nog steeds worden bezocht.

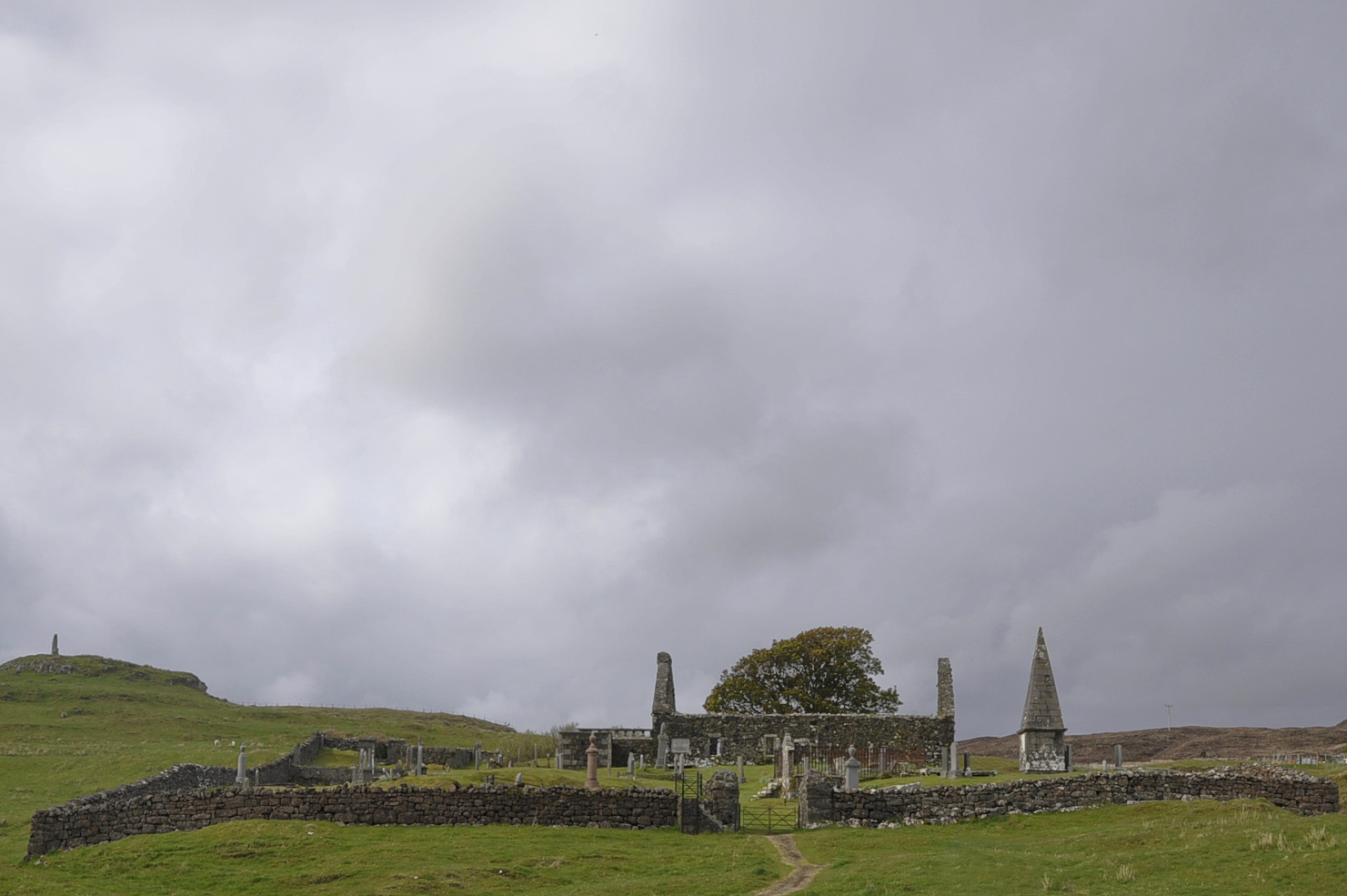
Trumpan Church